# Adagio con variazioni per violoncello e orchestra
Adagio con variazioni per violoncello e orchestra is een muziekstuk van de Italiaanse componist Ottorino Respighi, voltooid in 1920. Respighi schreef de compositie in 1902; deze versie werd door hem later herzien, voornamelijk door het tweede deel aan te passen. De herziene versie werd voor de eerste keer uitgevoerd in 1921 en had vrijwel onmiddellijk succes.

## Impressionistisch of neoromantisch?
Hoewel Ottorino Respighi tot de impressionistische componisten wordt gerekend, lijkt het Adagio con variazioni per violoncello e orchestra toch meer op een neoromantische compositie, in de stijl van componisten als Richard Strauss en Gustav Mahler.